# ترانس-رسوراترال-۳-او-گلوکورونید
ترانس-رسوراترال-۳-او-گلوکورونید (به انگلیسی: Trans-Resveratrol-3-O-glucuronide) یک ترکیب شیمیایی با شناسه پاب‌کم ۵۲۷۳۲۸۵ است.